# Stora Brandssjön
Stora Brandssjön är en sjö i Tranemo kommun i Västergötland och ingår i Ätrans huvudavrinningsområde.